# Mathematical Cranks
Mathematical Cranks ("Maniacos Matemáticos" en inglés) es un libro sobre pseudomatemáticas y sobre las personas que han publicado este tipo de trabajos, escrito por el matemático estadounidense Underwood Dudley. Fue publicado por la Mathematical Association of America en su serie de libros MAA Spectrum en 1992 (ISBN 0-88385-507-0).

## Contenido
Anteriormente, el matemático británico Augustus De Morgan (1806-1871) había escrito en su obra "A Budget of Paradoxes" (Un Presupuesto de Paradojas) sobre maniacos en múltiples temas. Por su parte, Dudley ya había publicado un libro sobre la trisección del ángulo, un problema irresoluble por los métodos clásicos de los geómetras griegos, y que a lo largo de la historia ha recibido presuntas soluciones en numerosas ocasiones. Mathematical Cranks es el primer libro que se centra en la manía matemática en su conjunto.
La obra consta de 57 ensayos, libremente organizados según los temas más comunes de las matemáticas a los que los chiflados prestan su atención. Los "diez primeros" de estos temas, enumerados por el revisor Ian Stewart, son:
1. Cuadratura del círculo
2. Trisección del ángulo
3. Último teorema de Fermat
4. Geometría no euclidiana y el quinto postulado de Euclides
5. El número áureo
6. Números perfectos
7. Teorema de los cuatro colores
8. Defensa del sistema duodecimal y otros sistemas numéricos no estándar
9. Argumento de la diagonal de Cantor por la innumerable cantidad de números reales
10. Duplicación del cubo

Otros temas comunes de obsesión, recopilados por Dudley, incluyen cálculos para el perímetro de una elipse, las raíces de un polinomio de quinto grado, el pequeño teorema de Fermat, los teoremas de incompletitud de Gödel, la conjetura de Goldbach, los cuadrados mágicos, las reglas de divisibilidad, los polígonos construibles, los números primos gemelos, la teoría de conjuntos, la estadística y el oscilador de van der Pol.
Como escribe David Singmaster, muchos de estos temas forman parte del acervo principal de las matemáticas "y solo se convierten en obsesiones en casos extremos". El libro omite o menciona someramente otros temas que aplican la obsesión matemática en otras áreas, como la numerología y la piramidología. Su actitud hacia los chiflados que retrata en el libro es de "simpatía y comprensión", y los nombra solo por sus iniciales. El libro también intenta analizar la motivación y la psicología detrás de cada manía, y proporcionar consejos a los matemáticos profesionales sobre cómo responder a los pseudomatemáticos chiflados.
A pesar de su trabajo sobre el tema, que se ha "consagrado en el folclore académico", Dudley ha declarado que "He trabajado sobre el tema durante una década y todavía no puedo precisar exactamente qué es lo que hace que un maniaco sea una maniaco", agregando que "Es como una obscenidad: puedes distinguir a un chiflado cuando lo ves".

## Demanda
Después de la publicación del libro, uno de los chiflados cuyo trabajo apareció en el libro, William Dilworth, demandó a Dudley por difamación en un tribunal federal en Wisconsin. El tribunal desestimó el caso "Dilworth vs Dudley" por dos motivos. Primero, descubrió que al publicar su trabajo sobre el argumento diagonal de Cantor, Dilworth se había convertido en una figura pública, creando una mayor carga de prueba para un caso de difamación. En segundo lugar, descubrió que la palabra "chiflado" era una "hipérbole retórica" en lugar de una descripción inexacta que podía ser motivo de un proceso judicial. El Tribunal de Apelaciones de los Estados Unidos para el Séptimo Circuito estuvo de acuerdo. Después de que Dilworth repitiera la demanda en un tribunal estatal, volvió a perder y se vio obligado a pagar los gastos legales de Dudley.

## Recepción y audiencia
El crítico John N. Fujii dice que el libro es "divertido y encantador" y "difícil de dejar de lado", y lo recomienda a "todos los lectores interesados en el lado humano de las matemáticas". Por otro lado, el crítico Robert Matthews, aunque manifiesta que los famosos matemáticos Niels Henrik Abel y Srinivasa Ramanujan podrían haber sido descartados como maniacos según los estándares del libro, considera la obra un reflejo exacto de la mayoría de las manías. Matthews y David Singmaster añaden que debe ser leído por "cualquier persona que pudiera tener que tratar con un maniaco", incluidos matemáticos profesionales, periodistas y legisladores.